# Малахов, Пётр Петрович
Пётр Петрович Малахов (20 июня 1892, Петербург — 1962) — советский кинорежиссёр, сценарист.

## Биография
В 1911—1914 — конторщик в управлении Северо-Западной железной дороги. 

Во время Первой мировой войны в 1914—1917 годах служил в Российской императорской армии, был на фронте.

Во время гражданской войны в России в 1918—1922 годах был в Красной Армии. 

Во время Второй мировой войны был начальником клуба полевого эвакопункта № 18 (1941—1944).

## Карьера в кинематографе
Кинематографическое образование получил в Ленинградском кинотехникуме, который окончил в 1924 году. 

В 1922—1925 — ассистент режиссёра и режиссёр на студии «Севзапкино». 

В 1926—1941 — режиссёр различных киностудий.

После 1944 года вернулся к работе в кинематографе, режиссёр различных киностудий. 

Снял большое число документальных и игровых фильмов на военную тему.

## Фильмография

### Режиссёрские работы
- 1924 — Ванька — юный пионер (короткометражный)
- 1924 — Цветочница (короткометражный)
- 1925 — Мишка Звонов
- 1925 — Петухи (короткометражный)
- 1926 — Везде и всегда неграмотному беда (короткометражный)
- 1926 — Крепыш[1]
- 1926 — Чиркин в казарме (короткометражный)
- 1927 — Шинель дыбом (короткометражный)
- 1928 — Два соперника
- 1929 — Остров Тогуй
- 1929 — Простые сердца
- 1930 — Голубой песец
- 1938 — Глубокий рейд